# 僕のそばには星がある/ビバビバモーレ
「僕のそばには星がある/ビバビバモーレ」（ぼくのそばにはほしがある/ビバビバモーレ）は、男性アイドルデュオ・タッキー&翼の楽曲で、2014年3月19日にavex traxから発売された14枚目のシングル。

## 背景とリリース
前作「Heartful Voice」から約2年4か月ぶりで、2014年初のシングル。初回生産限定「僕星盤」、初回生産限定「ビバビバ盤」、通常盤、タキツバSHOP盤、TSUTAYA限定盤の5形態でのリリース。

## 収録曲

### 初回生産限定「僕星盤」
CD
1. 僕のそばには星がある [4:52]
作詞：もりちよこ、作曲：羽場仁志、編曲：中村康就
2. ビバビバモーレ [4:23]
作詞・作曲：鈴木ともよし、編曲：古川貴浩
  - 開成教育グループ『個別指導学院フリーステップ』CMソング（近畿地方限定）

DVD
1. 僕のそばには星がある Music Video
2. 僕のそばには星がある Music Video Making Movie

### 初回生産限定「ビバビバ盤」
CD
1. ビバビバモーレ
2. 僕のそばには星がある

DVD
1. ビバビバモーレ Music Video
2. ビバビバモーレ Music Video Making Movie

### 通常盤
1. 僕のそばには星がある
2. ビバビバモーレ
3. あの日の君がいるから [5:09]
作詞：松井五郎、作曲・編曲：岩田秀聡・永野大輔

### タキツバSHOP盤
CD
1. 僕のそばには星がある
2. ビバビバモーレ

DVD
- タッキー&翼10周年in 東京ドームスペシャル映像（約30分収録）時節二人にゆかりがあり、ジャニーズJr.時代に二人のバックダンサーの経験したデビュー済の事務所の同期・後輩タレントが、バックダンサー又はゲストボーカルとして出演。
  - 山下智久
  - Hey! Say! JUMP
  - Kis-My-Ft2
  - Sexy Zone
  - 中山優馬
  - A.B.C-Z
  - 屋良朝幸

1. 空のスクリーン-rainbow in my soul-
2. 夢物語
3. To be,or not to be
4. Ho! サマー
5. True Heart feat.Kis-My-Ft2
6. 24時間・美happy
7. 小悪魔ジュリエット
8. Pride♂the END feat.山下智久
9. 山手線外回り
10. 絆も奇跡もここにある
11. SAMURAI
12. カミラ◆タマラ
13. REAL DX
14. epilogue
15. 愛はタカラモノ

- アンコール

1. WonderlanDream
2. 夢物語

### TSUTAYA限定盤
1. 僕のそばには星がある
2. ビバビバモーレ
3. 僕のそばには星がある（Instrumental）
4. ビバビバモーレ（Instrumental）